# Heliconius ennius
Heliconius ennius är en fjärilsart som beskrevs av Gustav Weymer 1890. Heliconius ennius ingår i släktet Heliconius och familjen praktfjärilar. Inga underarter finns listade i Catalogue of Life.